# 朱家伟 (足球运动员)
朱家伟（1990年8月19日—），是一名中国足球运动员，司职中场。

## 简介
2003年，朱家伟的体校教练特意把他和饶伟辉推荐给上海国际(后迁到陕西)的主教练成耀东，就此进入陕西浐灞的梯队，2008年饶伟辉同时进入一线队。
2008年5月17日，朱家伟在对阵大连实德的中超联赛中上场，尚未满18岁，引起众多关注，在随后的联赛中他也获得了大量的出场机会。同年10月13日，他在和辽宁宏运的比赛射进职业生涯的首个进球，帮助陕西浐灞主场3比0击败对手。 2009年，朱家伟已经成为陕西浐灞队的半个主力，但他在一次队内训练中不慎骨折，需要一段长时间的恢复，其后沦为球队的替补，2011赛季才重新获得稳定的替补出场机会。2011年5月26日，他在2011年中国足协杯第三轮的比赛下半场替补出场并射进比赛唯一一球，帮助陕西浐灞客场1比0击败辽宁宏运晋级第四轮。
2012年，朱家伟转投另一支中超球队上海申鑫。 2012年6月26日，他在2012年中国足协杯第三轮和中甲球队沈阳沈北的比赛中射进加盟球队的首个进球。但他在点球决胜第三轮射失点球，最终上海申鑫4比6被对手击败，无缘晋级。2014赛季末，他离开上海申鑫。